# Kate Earl
Kate Earl, född Kate Joy Smithson 1983 i Chugiak i Alaska, är en amerikansk musiker och sångerska. 
Debutalbumet Fate is the Hunter släpptes i maj 2005 under skivbolaget The Record Collection. 18 november 2009 gav hon ut sitt andra album. Det självbetitlade albumet släpptes först för nedladdning och senare, 3 november, samma år på CD-skiva. 

## Diskografi

### Studioalbum
- 2005 - Fate is the Hunter (debutalbum)
- 2009 - Kate Earl